# Alcatraz (álbum)
Alcatraz es el noveno álbum de estudio de la banda de punk rock estadounidense The Mr. T Experience, publicado en 1998 por Lookout! Records. Fue el último álbum en incluir al bajista Joel Reader, quien dejó la banda después del lanzamiento álbum.

## Lista de canciones
| N.º | Título                               | Duración |  |
| 1.  | «I Wrote a Book About Rock and Roll» |          |  |
| 2.  | «Naomi»                              |          |  |
| 3.  | «Self-Pity»                          |          |  |
| 4.  | «Hey Emily»                          |          |  |
| 5.  | «Tomorrow is a Harsh Mistress»       |          |  |
| 6.  | «Two of Us»                          |          |  |
| 7.  | «Our Days Are Numbered»              |          |  |
| 8.  | «We're Not No One»                   |          |  |
| 9.  | «Re-Activate Your Heart»             |          |  |
| 10. | «Perhaps»                            |          |  |
| 11. | «She's My Alcatraz»                  |          |  |
| 12. | «I Feel for You»                     |          |  |
| 13. | «We'll Get By»                       |          |  |